# 十七歳よさようなら
『十七歳よさようなら』（じゅうななさいよさようなら、イタリア語: I dolci inganni, 「甘い欺き」の意）は、1960年製作・公開、アルベルト・ラットゥアーダ監督によるイタリア・フランス合作である。
本項では同名のタイトルで発表されたこの映画の主題歌についても記述する。

## 略歴・概要

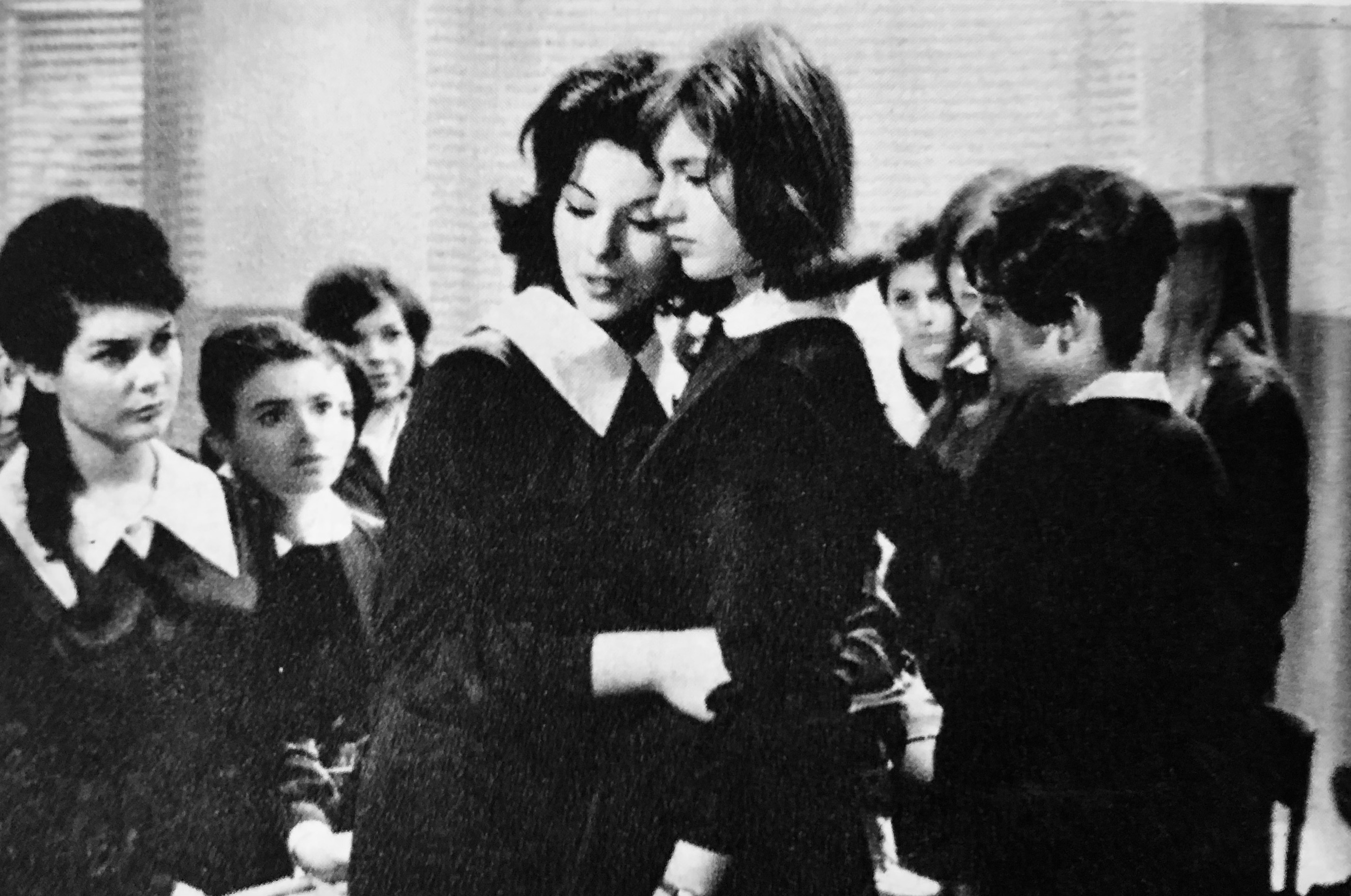
映画の一シーン

本作は、1960年、イタリアのメジャー映画会社ティタヌスとフランスの製作会社レティシア・フィルムとレ・フィルム・マルソー＝コシノールが製作、同年10月15日にティタヌスの配給によりイタリア国内で、翌1961年7月19日にマルソー＝コシノールの配給によりフランス国内で、それぞれ公開された。
日本では、イタリフィルムが輸入し、フランス公開よりも3か月早い同年4月9日、同社の配給により公開された。日本でのビデオグラムは、2010年8月現在発売されていない。

## スタッフ・作品データ
- プロデューサー : シルヴィオ・クレメンテッリ
- 監督 : アルベルト・ラットゥアーダ
- 原作 : フランコ・ブルサーティ （Franco Brusati）、フランチェスコ・ゲディーニ （Francesco Ghedini [4]）、アルベルト・ラットゥアーダ
- 脚本 : クロード・ブリュレ （Claude Brulé [5]）、フランコ・ブルサーティ、フランチェスコ・ゲディーニ、アルベルト・ラットゥアーダ
- 撮影 : ガボール・ポガニー （Gábor Pogány）
- 美術 : マウリッツィオ・キアーリ （Maurizio Chiari [6]）
- 編集 : レオ・カットッツォ （Leo Cattozzo [7]）
- 音楽 : ピエロ・ピッチオーニ
- フォーマット : 白黒映画 - スタンダードサイズ（1.37:1） - モノラル録音

## キャスト
クレジット順
- カトリーヌ・スパーク - フランチェスカ （Francesca）
- ジャン・ソレル （Jean Sorel） - Renato
- クリスチャン・マルカン - Enrico
- ジュアニータ・ファウスト （Juanita Faust [8]） - Maria Grazia
- マリル・トロ （Marilù Tolo） - Margherita
- ミリー （Milly） - La contessa
- アントネッラ・エルスパメル （Antonella Erspamer [9]） - La principessa
- ジョヴァンナ・ピニャテッリ （Giovanna Pignatelli [10]） - Principessa Lavinia
- オリヴィエロ・プルナス （Oliviero Prunas [11]） - Eddy
- ジャコモ・フリア （Giacomo Furia） - Negoziante

## 主題歌
この映画では同名の主題歌も発表された。作詞はジョルジョ・カラブレーゼ（Giorgio Calabrese）、作曲はウンベルト・ビンディである。キングレコード発売の「ヨーロッパ・ヒット・パレード」では作曲者のビンディ自らが歌唱したものが収録されている。またフロー・サンダンスも歌唱している。日本では牧村旬子、ザ・ピーナッツによりカヴァーされた。

## 関連事項
- 1961年の日本公開映画
- イタリア式コメディ

## 註
1. 1 2  Sweet Deceptions, Internet Movie Database （英語）, 2010年8月30日閲覧。
2. 1 2  十七歳よさようなら、キネマ旬報映画データベース、2010年8月30日閲覧。
3. 1 2 3  十七歳よさようなら、allcinema ONLINE, 2010年8月30日閲覧。
4. ↑  Francesco Ghedini - IMDb（英語）, 2010年8月30日閲覧。
5. ↑  Claude Brulé - IMDb（英語）, 2010年8月30日閲覧。
6. ↑  Maurizio Chiari - IMDb（英語）, 2010年8月30日閲覧。
7. ↑  Leo Cattozzo - IMDb（英語）, 2010年8月30日閲覧。
8. ↑  Juanita Faust - IMDb（英語）, 2010年8月30日閲覧。
9. ↑  Antonella Erspamer - IMDb（英語）, 2010年8月30日閲覧。
10. ↑  Giovanna Pignatelli - IMDb（英語）, 2010年8月30日閲覧。
11. ↑  Oliviero Prunas - IMDb（英語）, 2010年8月30日閲覧。